# ふりかけ

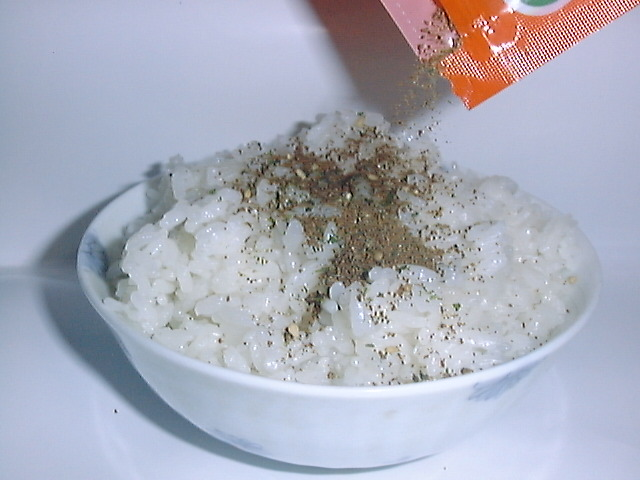
ごはんにふりかけ

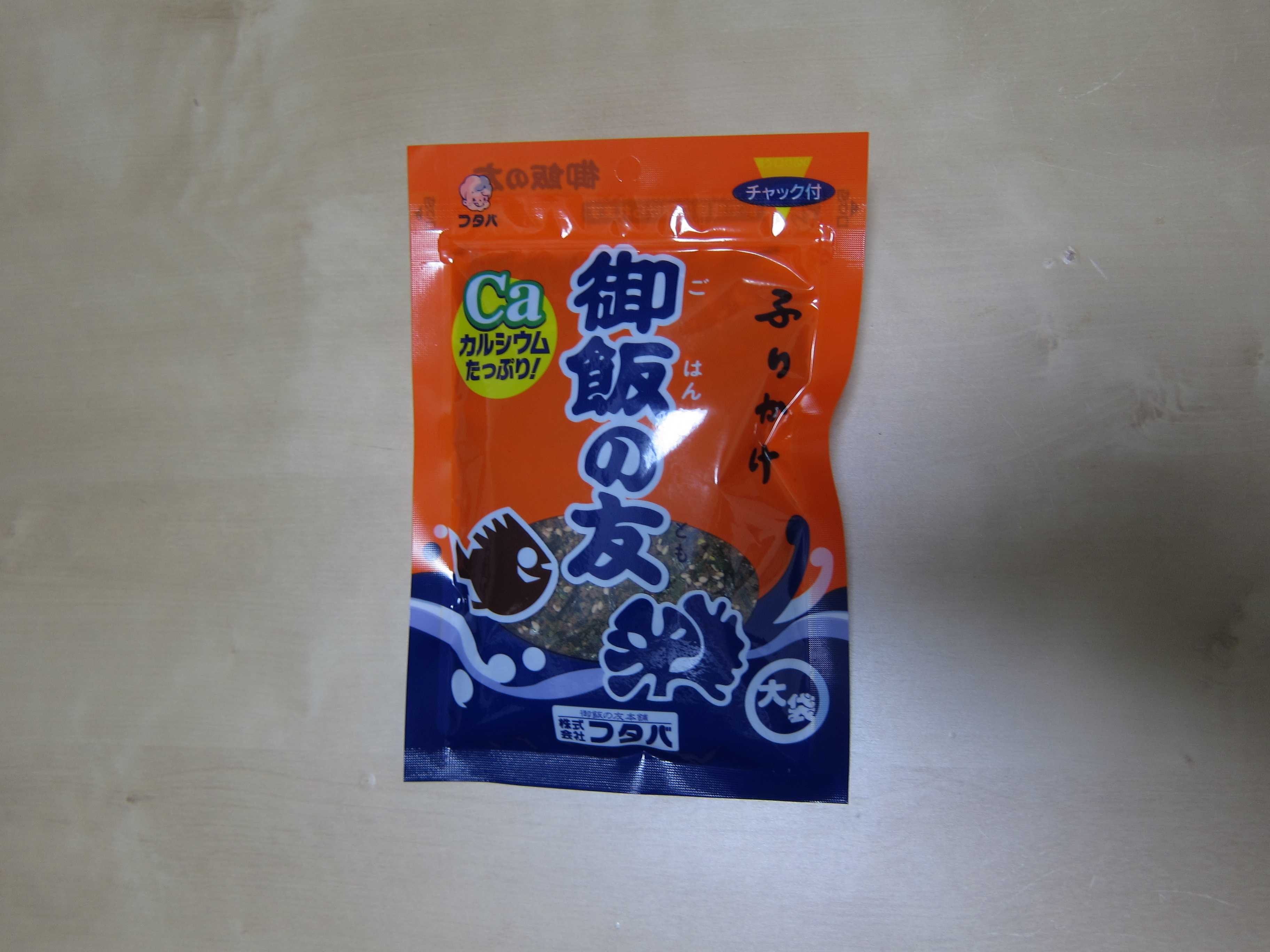
ふりかけの元祖とされていた「御飯の友（フタバ）」

ふりかけ（振り掛け）とは、主に炊いた米飯にふりかけて使う、粉末状・粒子状あるいはそぼろ状の日本の調味料的副食物である。食事に際して調理するのではなく、作り置きの常備菜に類するものを指すことが多く、商品化された市販品の種類も豊富である。

## 概要
ふりかけの業界団体である全国ふりかけ協会では、ふりかけを「水産物、農産物、畜産物等の内、一種または複数種を調味乾燥し、又これに海苔、胡麻、調味料、その他を混合。主として、主食その他にふりかけて食する副食」と定義している。
ご飯に振りかけて食するのが名前の由来である事から、赤飯などで使うごま塩や、梅干しを漬けた後の赤紫蘇を乾燥させて細かくしたものも、ふりかけの仲間に入る。他にも、ふりかけた後にお茶をかける「お茶漬けの素」や、ふりかけた後ご飯に混ぜ込んで使用する「おにぎりの素」なども、ふりかけのサブカテゴリーとなっている。
なお、現在では一部のインスタントラーメンや、それに準ずるカップ焼きそば、冷やし中華などにも添えられていることがある。

## 製法
一般的なふりかけの製法は、原料を粉砕し調味料で味付けしたあと完全乾燥し、他の具などを混ぜ合わせフレーク状に仕上げる。ほとんどの商品では、味の中心となる具に海苔とゴマが加えられており、最近では風味が豊かなことからフリーズドライの原料を用いることもある。
また、すべての原料を細かくほぐし、味付けして混ぜ合わせただけのものもあり、これは生ふりかけ、ソフトタイプなどと呼ばれている。生ふりかけでは、ちりめんじゃこ・ワカメ・昆布・魚のそぼろなど海産物を使用している割合が高い。

## 歴史
ふりかけの始まりは遅くとも鎌倉時代にさかのぼり、『厨事類記』には鯛・サケ・サメの肉を細かく切り塩干しにした「楚割（すわやり）」、「はなかつほ（花鰹）」すなわち削り節の名が見出される。飯にかけるふりかけの元としては、ほかに佃煮や田麩の名があげられる。
また、室町時代の大草流の料理書には、赤飯にごま塩を添える祝儀食の作法の記述がある。
第二次世界大戦以前までは、ふりかけは基本的に身近にある材料で作られる家庭料理であり、穀倉地帯では豆類、海の近くでは魚類を主材料とするといった地域性も存在した。
現在のふりかけは、美味滋養を目的として大正時代から昭和初期にかけていくつかの企業が考案したといわれており、明治末期から昭和初期にかけて隆盛をきわめた軍部のニーズ、また民間にも求められた「栄養補助食品」の需要をうけて、各食品企業によって競作されることで続々と産声をあげることとなった。後述する全国ふりかけ協会での調査によれば、「元祖」とされた最初の「ふりかけ」は熊本県で売り出された田中食品による瓶入りの「御飯の友」であり、広島において1904年（明治37年）開発・1916年（大正5年）発売のプロセスを経て誕生したものとした。これと競合するかたちで同社の「旅行の友」、フタバの「御飯の素」が製品化された。また1925年（大正14年）に丸美屋がイシモチと昆布を調理し粉末にした製品「是（これ）はうまい」を作り、全国に販売網を広げた。一方、軍部からのニーズで1928年（昭和3年）に小松原要助が「露営の友」を開発した。
しかし、このときの「元祖」に関する全国ふりかけ協会の発表はその後否定された。田中食品は協会が元祖認定を行う動きがあったことを知らされておらず、協会によるふりかけ食品の起源に関する調査が行われていなかった。さらに、調査結果をまとめた資料（全国ふりかけ協会監修「ふりかけ食品の起源」）には、「旅行の友」の発売が「大正5年」を誤って「昭和12年」と記載されていたことが判明したことから、2022年6月の総会で認定を取り下げて再調査を開始した。2024年8月の総会で田中食品の「旅行の友」（1932年に「全国優良製産品審査会」で表彰）の史料が最も古く、フタバの「御飯の素」（1936年に三重県の「四日市市大博覧会」に出展）がそれに続くとした。田中食品の1904年（明治37年）開発・1916年（大正5年）発売、フタバの1912年（大正元年）開発・1913年（大正2年）発売はいずれも口伝であり、元祖を協会で認定せず、双方で継承させることとした。
太平洋戦争後の1959年（昭和34年）、全国ふりかけ協会が設立され、それまで「○○の友」という名称が一般的であったふりかけ商品を正式に「ふりかけ食品」と定義づけた。同年に丸美屋は「是はうまい」に甘みのある卵を加えた「のりたま」を開発、子供向けのふりかけとして人気を得る。そして1963年（昭和38年）に、アニメ『エイトマン』のシールを封入した「のりたま」が爆発的人気を呼び、ふりかけは大人向けの高級食材から子供にも受け入れられる大衆向け食材へと変貌していった。

## 日本以外での人気

### アメリカ
アメリカでは日本語名のローマ字表記furikakeの名で既にハワイ州では人気が高かった。かねてからの日本食人気に加え、ハワイのポケが本土でも人気を集めると、ポケ丼（ボウル）のご飯に振りかけられて利用されることで他州でも認識が高まった。グロサリー・ストアのチェーン、 トレーダー・ジョーズに至っては2020年から自社ブランドのfurikakeを販売している。グルメ雑誌の老舗ボナペティでは記事中にfurikakeの単語が出てきても、わざわざ説明や注釈をつけなくて良い存在になっている。ただしその記事が発表された一カ月程に先立ってfurikakeの説明をした記事が掲載はされていた。このように漠然としたジェネリックな英語呼称のジャパニーズ・シーズニングから、日本名を使用したfurikakeへと名称が浸透していった。

#### 独創的なふりかけの使用方法

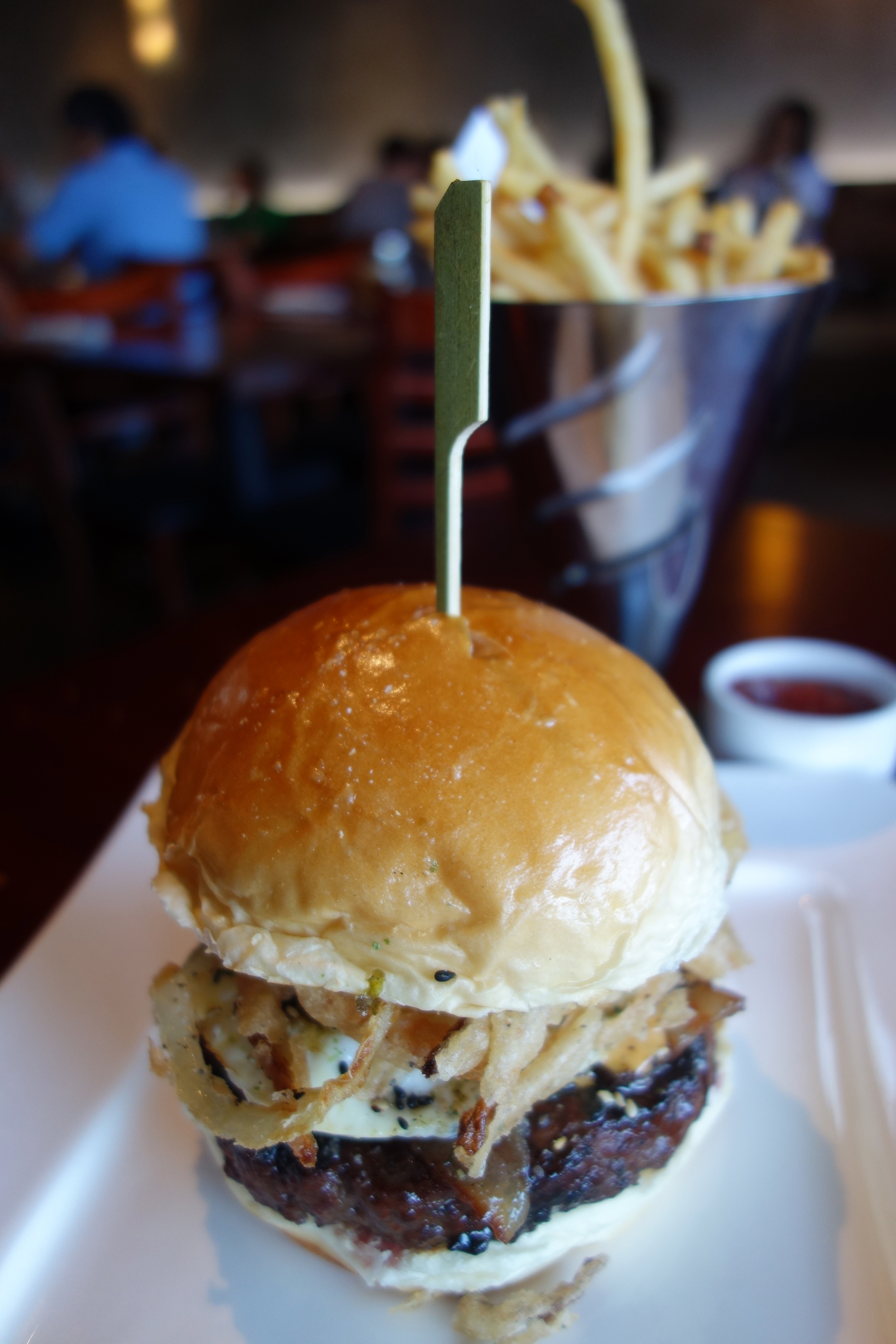
ラスベガスのバチ・バーガーではfurikakeが味付けに使われていた

日本国外での利用が高まるにつれて、「ご飯とふりかけ」という枠を超えて独創的なふりかけの使われ方も誕生している。
ニューヨーク・タイムズ紙は、ベストセラー本のランキングを公表している事で有名だが、同紙のオンライン記事で最もアクセスがあったフード・セクションのレシピも明らかにしている。2021年のトップ20の第11位にランキング入りを果たしたのは生姜とディルのサーモン料理で数ある調味料の一つとしてfurikakeが使用されている。
アトランタ・ジャーナル＝コンスティテューション紙（en:The Atlanta Journal-Constitution）では、ハワイの料理本から許可を得た転載とはいえ、furikake味のポップコーンのレシピを掲載している。
グルメ雑誌のフード・アンド・ワイン（en:Food & Wine）ではfurikake味のグラノーラのレシピが公開されている。
また､既に閉店済みだが、ラスベガスのバチ・バーガー（Bachi Burger）では仕上げにfurikakeが「和牛肉」パティなどの具材に振りかけられたハンバーガーが提供されていた。

## その他
- インドにはチャツネの一種として豆類と各種スパイスで作るふりかけ状の保存食品があり、日本と同様に炊いた米飯にかけたりして食べる習慣がある。

## 主要製造メーカー
- 丸美屋食品工業（東京都杉並区）
- 永谷園（東京都港区）
- 錦松梅（東京都新宿区）
- 日本海水（東京都千代田区） - ※浦島海苔（熊本県）ブランド
- ニチフリ食品（静岡県静岡市清水区）
- はごろもフーズ（静岡県静岡市清水区）
- 浜乙女（愛知県名古屋市中村区）
- ミツカン（愛知県半田市）
- 大森屋（大阪府大阪市此花区）
- ニコニコのり（大阪府大阪市浪速区）
- くらこん（大阪府枚方市）
- 澤田食品（兵庫県神戸市西区）
- 田中食品（広島県広島市西区）
- 三島食品（広島県広島市中区）
- やま磯（広島県広島市安芸区）
- フタバ（熊本県熊本市西区）

## 主な商品
- のりたま（丸美屋食品工業）
- すきやき（丸美屋食品工業）
- ごましお（丸美屋食品工業）
- 御飯の友（フタバ）
- 旅行の友（田中食品）
- ハローキティふりかけ（田中食品）
- おとなのふりかけ（永谷園）
- 超ふりかけシリーズ（永谷園）
- ゆかり（三島食品）（赤しそのふりかけ）
  - 減塩ゆかり（三島食品）
- うめこ（三島食品）
- かおり（三島食品）
- あかり（三島食品）
- ひろし（三島食品）
- さるかに合戦（やま磯）
- パパッとふりかけシリーズ（はごろもフーズ）
- 錦松梅（錦松梅）
- 生ふりかけシリーズ（澤田食品）「いか昆布」「梅ちりめん」
- スーパー戦隊シリーズふりかけ（ニチフリ食品）
- おちゃのこさいさい （七味とうがらしを利用したふりかけ）